# Epikouri
Epikouri (Grieks: Επικουρι) was een Griekse band.

## Biografie
Epikouri werd speciaal voor de Griekse preselectie voor het Eurovisiesongfestival 1980 opgericht. Ze trad daar aan met Kostas Tournas. Samen brachten ze het nummer UFO. Epikouri eindigde uiteindelijk op de tweede plaats, nipt verslagen door Anna Vissi. Toch zou Epikouri te zien zijn op het Eurovisiesongfestival: Anna Vissi nodigde de band immers uit om samen met haar aan te treden in Den Haag.
Met het nummer Autostop eindigde Griekenland op de dertiende plek. Na dit teleurstellende resultaat scheidden de wegen van Anna Vissi en Epikouri, waarop de band ook ontbonden werd.
1974: Marinella · 
1976: Mariza Koch · 
1977: Pascalis, Marianna, Robert & Bessy · 
1978: Tania Tsanaklidou · 
1979: Elpida · 
1980: Anna Vissi & Epikouri · 
1981: Yiannis Dimitras · 
1983: Kristi Stassinopoulou · 
1985: Takis Biniaris · 
1987: Bang · 
1988: Afroditi Frida · 
1989: Mariana Efstratiou · 
1990: Christos Callow & Wave · 
1991: Sophia Vossou · 
1992: Cleopatra · 
1993: Katerina Garbi · 
1994: Kostas Bigalis & The Sea Lovers · 
1995: Elina Konstantopoulou · 
1996: Mariana Efstratiou · 
1997: Marianna Zorba · 
1998: Thalassa · 
2001: Antique · 
2002: Michalis Rakintzis · 
2003: Mando · 
2004: Sakis Rouvas · 
2005: Elena Paparizou · 
2006: Anna Vissi · 
2007: Sarbel · 
2008: Kalomira · 
2009: Sakis Rouvas · 
2010: Giorgos Alkaios & Friends · 
2011: Loukas Giorkas feat. Stereo Mike · 
2012: Eleftheria Eleftheriou · 
2013: Koza Mostra feat. Agathonas Iakovidis · 
2014: Freaky Fortune feat. RiskyKidd · 
2015: Maria Elena Kiriakou · 
2016: Argo · 
2017: Demy · 
2018: Gianna Terzi · 
2019: Katerine Duska · 
2021: Stefania · 
2022: Amanda Tenfjord · 
2023: Victor Vernicos · 
2024: Marina Satti · 
2025: Klavdia